# 小塔拉西夫卡 (巴里希夫卡區)
50°10′48″N 31°16′33″E / 50.18000°N 31.27583°E
小塔拉西夫卡（烏克蘭語：Мала Тарасівка）是位於烏克蘭北部的村莊，由基辅州布羅瓦里區的巴里希夫卡市鎮負責管轄。該村始建於1700年，面積0.65平方公里，海拔高度98米，2001年人口11，人口密度每平方公里16.9人。